# Plusiodonta miranda
Plusiodonta miranda är en fjärilsart som beskrevs av William Schaus 1911. Plusiodonta miranda ingår i släktet Plusiodonta och familjen nattflyn. Inga underarter finns listade i Catalogue of Life.